# Thiemo de Bakker
Thiemo Carsten Jannick de Bakker (ur. 19 września 1988 w Hadze) – holenderski tenisista, reprezentant kraju w Pucharze Davisa.

## Kariera tenisowa
Zawody tenisista w latach 2006–2024.
W roku 2006 lider juniorskiego rankingu ITF. Zwycięzca juniorskiego Wimbledonu z 2006 roku. W finale pokonał polskiego tenisistę, Marcina Gawrona 6:2, 7:6.
W 2009 roku stał się pierwszym holenderskim graczem od 2004 roku, który awansował do pierwszej setki światowego rankingu. W sezonie 2010 doszedł do półfinału rozgrywek ATP World Tour w Barcelonie. W ćwierćfinale pokonał po raz pierwszy w karierze gracza z czołowej „dziesiątki” ATP, Jo-Wilfrieda Tsongę. Wynik ten dał mu awans do pierwszej „pięćdziesiątki” światowego rankingu. De Bakker ma również w swoim dorobku 11 zwycięstw w zawodach serii ATP Challenger Tour.
W grze podwójnej, w lutym 2013 roku awansował wspólnie z Jessem Hutą Galungiem do finału w Rotterdamie, przegrywając decydujący mecz z parą Robert Lindstedt–Nenad Zimonjić 7:5, 3:6, 8−10.
Reprezentant Holandii w Pucharze Davisa w latach 2008–2018. W 2009 roku pokonał gracza światowej czołówki, Gaëla Monfilsa, jednak Holandia przegrała z Francją 1:4 i spadła z grupy światowej.
Najwyżej sklasyfikowany w rankingu singlistów był na 40. miejscu w połowie lipca 2010 roku.

### Zwycięstwa w turniejach ATP Challenger Tour w grze pojedynczej
| Końcowy wynik | Nr  | Data | Turniej             | Nawierzchnia | Przeciwnik       | Wynik finału      |
| ------------- | --- | ---- | ------------------- | ------------ | ---------------- | ----------------- |
| Zwycięzca     | 1.  | 2009 | Tampere             | Ceglana      | Peter Luczak     | 6:4, 7:6(7)       |
| Zwycięzca     | 2.  | 2009 | Vigo                | Ceglana      | Thierry Ascione  | 6:4, 4:6, 6:2     |
| Zwycięzca     | 3.  | 2009 | San Sebastián       | Ceglana      | Filip Krajinović | 6:2, 6:3          |
| Zwycięzca     | 4.  | 2009 | Braszów             | Ceglana      | Pere Riba        | 7:5, 6:0          |
| Zwycięzca     | 5.  | 2012 | Grez-Doiceau        | Ceglana      | Victor Hănescu   | 6:4, 3:6, 7:5     |
| Zwycięzca     | 6.  | 2012 | Alphen aan den Rijn | Ceglana      | Simon Greul      | 6:4, 6:2          |
| Zwycięzca     | 7.  | 2012 | San Juan            | Ceglana      | Martín Alund     | 6:2, 3:6, 6:2     |
| Zwycięzca     | 8.  | 2014 | Santiago            | Ceglana      | James Duckworth  | 4:6, 7:6(10), 6:1 |
| Zwycięzca     | 9.  | 2015 | Las Vegas           | Twarda       | Grega Žemlja     | 3:6, 6:3, 6:1     |
| Zwycięzca     | 10. | 2015 | Monterrey           | Twarda       | Víctor Estrella  | 7:6(1), 4:6, 6:3  |
| Zwycięzca     | 11. | 2018 | Scheveningen        | Ceglana      | Yannick Maden    | 6:2, 6:1          |

### Finały w turniejach ATP World Tour
| Legenda                                      |
| -------------------------------------------- |
| Wielki Szlem                                 |
| Igrzyska olimpijskie                         |
| Tennis Masters Cup / ATP Finals              |
| ATP Masters Series / ATP Tour Masters 1000   |
| ATP International Series Gold / ATP Tour 500 |
| ATP International Series / ATP Tour 250      |

#### Gra podwójna (0–1)
| Końcowy wynik | Nr | Data           | Turniej   | Nawierzchnia  | Partner           | Przeciwnicy                     | Wynik finału   |
| ------------- | -- | -------------- | --------- | ------------- | ----------------- | ------------------------------- | -------------- |
| Finalista     | 1. | 17 lutego 2013 | Rotterdam | Twarda (hala) | Jesse Huta Galung | Robert Lindstedt Nenad Zimonjić | 7:5, 3:6, 8–10 |